# Томас Гордън
Томас Гордън (на английски: Thomas Gordon) е американски клиничен психолог, студент и по-късно колега на Карл Роджърс (съоткривател, заедно с Ейбрахам Маслоу, на хуманистичната психология). Известен е с „метода на Гордън“ – първоначално използван за подобряване на отношенията между родители и деца, впоследствие развит и прилаган като общовалиден метод за подобряване на всички видове човешки взаимоотношения (включително и професионални).

## Научна дейност
В продължение на над 50 години Томас Гордън обучава родители, учители и лидери на развития от него метод за изграждане на ефективни взаимоотношения. Методът му се основава на твърдата увереност, че използването на принудителна сила води до разваляне на взаимоотношенията. Като алтернатива Гордън преподава човешки умения за общуване и разрешаване на конфликти, които могат да се използват за установяване и поддържане на добри взаимоотношения вкъщи, в училище и на работното място. Уменията включват техниките „активно вслушване“, „аз-съобщения“ и „разрешаване на конфликти без губеща страна“. Днес те са широко известни и прилагани навсякъде по света. Гордън прилага тези методи за пръв път през 50-те години като консултант на бизнес организации. В началото на 60-те години развива курс по родителска ефективност и обучава първата група от 14 родители в Пасадена. Курсът се доказва като изключително популярен и Гордън започва да обучава инструктори от всички щати в САЩ, които преподават в техните общини. През следващите години курсът започва да се провежда във всички 50 щата.
През 1970 г. Гордън пише книгата „Обучение по родителска ефективност“, която дава възможност на родителите да се запознаят с основите на тази нова родителска философия. В резултат на това хора от най-различни части на света пожелават да направят програмата на курса достъпна и в техните страни. Книгата на Гордън (ревизирана през 2000 г.) е публикувана на 33 езика и продадена в над 5 милиона екземпляра. Над един милион души от 40 страни са участвали в курса. Гордън осъзнава, че методът му е приложим за всякакъв вид взаимоотношения и затова написва книги, предназначени за учители (Курс по учителска ефективност) и лидери (Курс по лидерска ефективност) и съставя програми за обучение по тях. Над 200 хил. учители са преминали през учителската програма, а стотици лидери и мениджъри от американските и световните корпорации са преминали през лидерската програма.

## Признание
Като признание за приносите си за доброто на човечеството, д-р Гордън е номиниран три пъти за удостояване с Нобелова награда (през 1997, 1998 и 1999).